# الدوري المكسيكي الممتاز
الدوري المكسيكي الممتاز لكرة القدم (بالإسبانية: Liga MX)، هو دوري كرة القدم لأندية النخُبة في المكسيك. ترعاهُ حالياً شركة «BBVA» الإسبانية للخدمات المصرفية عبر شركة "BBVA Bancomer" الفرعية التابعة لها في المكسيك. ويعرف حاليا باسم «دوري BBVA Bancomer».
في كُل موسم تُقام دورتين: الدورة الافتتاحية (بالإسبانية: Apertura)، تبدأ في فصل الصيف، والدورة الختامية (بالإسبانية: Clausura)، تبدأ في فصل الشتاء. بدءًا من 2012، تكون الدوري من 18 فريقاً، حيث يهبط فريق واحد سنوياً بناء على أدائه خلال الموسم في السنين الثلاث السابقة. حتى عام 2011، كان الدوري مُقسما إلى ثلاث مجاميع. ثم أُلغي نظام المجموعات وأصبح الدوري يمثل مجموعة واحدة تتنافس فيها جميع أندية الدرجة الممتازة.
من أصل 56 فريق تنافسوا في الدوري المكسيكي الممتاز، فاز نادي أمريكا 12 مرة بلقب الدوري، يَليهُ نادي غوادالاخارا (11 لقب)، نادي تولوكا (10 لقب)، كروز آزول (8 لقب)، كلوب ليون ونادي بوماس (7 لقب).
يُعد الدوري المكسيكي الممتاز الدوري الأقوى في أمريكا الشمالية واللاتينية وفقاً لإحصاءات الاتحاد الدولي لتاريخ وإحصاءات كرة القدم، كما يُصنف في المرتبة العشرون على العالم، وصنف من أقوى الدوريات العشر في القرن الواحد والعشرون (2001-2010). بمعدل 25,557 ألف متفرج خلال مبارياة موسم عام 2014-15، حصل الدوري المكسيكي الممتاز على أعلى نسب حضور متفرجين من أي دوري محترفين آخر في اتحاد كونكاكاف، وحلَّ ثالثاً في أمريكا الشمالية بعد الدوري الوطني لكرة القدم الأمريكية ودوري كرة القاعدة الرئيسي وبفارق قليل عن دوري كرة القدم الأمريكي (كرة قدم أمريكية).

## تاريخ الدوري

### فترة الهواة
في البداية لم يكن للمكسيك دوري وطني لأندية محترفي كرة القدم، واقيمت دوريات صغيرة ضمن مناطق محدودة. اعتبرت فرق دوري «بريميرا فيراكروز»، دوري محلي تكون من فرق صغيرة قرب مدينة مكسيكو، فرق المنافسة الوطنية آنذاك. وكانت هناك دوريات أخرى مثل دوري هواة فيراكروز، دوري غرب خاليسكو، ودوري باخيو. بعد تزايد شعبية اللعبة دعت الحاجة إلى جمع فرق الهواة وتحويلها إلى فرق محترفين، وتأسس دوري المحترفين الوطني في عام 1943.

### فترة الاحتراف
عندما تأسس اتحاد المكسيك لكرة القدم أعلن عن تأسيس أول دوري محترفين في المكسيك، طلب العديد من الأندية الانضمام إلى الدوري. أعلن الاتحاد بعدها عن تشكيل الدوري الكبير (Liga Mayor) الذي تكون من عشر فرق. تضمن الدوري على ست فرق من القوة الأولى من مدينة مكسيكو، فريقين من دوري غرب خاليسكو، وفريقين من دوري فيراكروز.

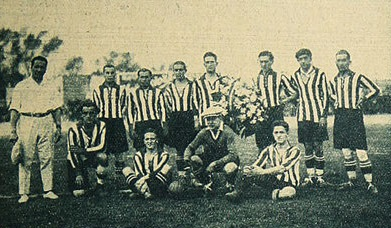
فريق أستورياس في عام 1927.

### الأندية المؤسسة
بريميرا فيراكروز: نادي أمريكا، نادي أستورياس، نادي الأطلسي، نادي إسبانيا الملكي ونادي مارتي الرياضي.
دوري غرب خاليسكو: نادي أطلس ونادي غوادالاخارا.
دوري هواة فيراكروز: نادي ألبينيغروس دي أورابا، نادي فيراكروز ونادي موكتيزوما.

### إعادة التشكيل
طوال أواخر الخمسينات والستينات، عانت عدة فرق من مصاعب مالية بسب عدم مشاركة الأندية المكسيكية في المنافسات الدولية عدم حصول الفرق على مكاسب مادية من الدوري المحلي. على غرار الأندية الأخرى في أمريكا الجنوبية وأوروبا لم تستطيع الفرق المكسيكية من المشاركة في المنافسات الدولية رفيعة المستوى مثل كأس ليبرتادوريس.

### فترة إزدهار الدوري المكسيكي
اقيمت نهائيات كأس العالم لعام 1970 في المكسيك، وحصلت على اهتمام تلفزيوني كبير. غير نظام الدوري بعد نهائيات كأس العالم ليجلب اهتمام ومكاسب مادية أكبر للفرق ذات المراتب العالية.
أُطلق اسم الدوري الصغير (Liguilla) على مباريات نهائي الدوري ولعبت بعدة أساليب لتحديد الفريق الفائز، غالباً ما لعبت بطريقة الخروج المباشر، كما استخدم إسلوب المجموعات أيضاً بين الفرق الثمانية التي أنهت الدوري في أعلى الترتيب. غيّرت أساليب اللعب كل موسم لتناسب التزامات الفرق الدولية خارج الدوري.

### الدوري المكسيكي الممتاز
قبل موسم عام 2012-13، أسس الدوري المكسيكي الممتاز ودوري الدرجة الثانية المكسيكي لاستبدال دوري رابطة اتحاد المكسيك لكرة القدم.

## الفرق المشاركة (موسم 2018-2019)
| الفريق           | عدد الألقاب | تاريخ التأسيس | أول مشاركة | المدينة                  | الملعب             | سعة الملعب | مرجع          |
| ---------------- | ----------- | ------------- | ---------- | ------------------------ | ------------------ | ---------- | ------------- |
| نادي أمريكا      | 12          | 1916          | 1943-44    | مدينة مكسيكو             | أزتيكا             | 102,963    | [ 6 ]         |
| نادي أطلس        | 3           | 1916          | 1943-44    | غوادالاخارا، خاليسكو     | خاليسكو            | 56,713     | [ 7 ]         |
| نادي تشياباس     | 0           | 2002          | 2002-03    | توكستلا، تشياباس         | مانويل رينا فيكتور | 31,500     | [ 8 ]         |
| كروز آزول        | 8           | 1927          | 1964-65    | مدينة مكسيكو             | آزول               | 36,681     | [ 9 ]         |
| نادي سينالوا     | 0           | 2003          | 2004-05    | كولياكان، سينالوا        | بانورتي            | 24,000     | [ 10 ]        |
| نادي غوادالاخارا | 12          | 1906          | 1943-44    | غوادالاخارا، خاليسكو     | تشيفاس             | 49,850     | [ 11 ]        |
| نادي ليون        | 7           | 1943          | 1944-45    | ليون، غواناخواتو         | ليون               | 30,943     | [ 11 ]        |
| نادي مونتيري     | 4           | 1945          | 1945-46    | مونتيري، نويفو ليون      | BBVA               | 53,500     | [ 12 ]        |
| موناركاس موريليا | 1           | 1924          | 1957-58    | موريليا، ميتشواكان       | موريلوس            | 38,869     | [ 13 ]        |
| نادي باتشوكا     | 6           | 1895          | 1967-68    | باتشوكا، هيدالغو         | هيدالغو            | 30,000     | [ 14 ]        |
| نادي بويبلا      | 2           | 1944          | 1944-45    | بويبلا، بويبلا           | كواتيموك           | 51,726     | [ 15 ]        |
| كويريتارو        | 0           | 1950          | 1990-91    | كويريتارو، كويريتارو     | كوريغيدورا         | 35,575     | [ 16 ]        |
| سانتوس لاغونا    | 6           | 1983          | 1988-89    | توريون، كواهويلا         | كورونا             | 30,000     | [ 17 ]        |
| أونال            | 4           | 1967          | 1974-75    | مونتيري، نويفو ليون      | الجامعة            | 42,000     | [ 18 ]        |
| نادي تيخوانا     | 1           | 2007          | 2011-12    | تيخوانا، باها كاليفورنيا | كالينتي            | 27,000     | [ 19 ]        |
| نادي تولوكا      | 10          | 1917          | 1953-54    | تولوكا، مكسيكو           | نيميسيو دييز       | 27,000     | [ 20 ]        |
| أونام            | 6           | 1954          | 1962-63    | مدينة مكسيكو             | الجامعة الاولمبي   | 68,584     | [ 21 ] [ 22 ] |
| نادي فيراكروز    | 2           | 1943          | 1943-44    | فيراكروز، فيراكروز       | لويس بيراتا فوينتي | 30,000     | [ 23 ]        |

## سجلات اللاعبين

### الأكثر ظهوراً
| المرتبة                                 | اللاعب                | عدد المباريات |
| --------------------------------------- | --------------------- | ------------- |
| 1                                       | أوزوالدو سانشيز       | 725           |
| 2                                       | بينيامين غاليندو      | 700           |
| 3                                       | أوسكار بيريز روخاس †  | 669           |
| 4                                       | رودريغيز رويز         | 638           |
| 5                                       | أدولفو ريوس           | 635           |
| 6                                       | خوان بابلو رودريغيز † | 634           |
| 7                                       | ميغيل إسبانيا         | 631           |
| 8                                       | ألفونسو سوزا          | 610           |
| 9                                       | كريستوبال أورتيغا     | 608           |
| 10                                      | إسرائيل لوبيز         | 604           |
| † مازال يلعب في الدوري المكسيكي الممتاز |                       |               |

### الأكثر تهديفاً

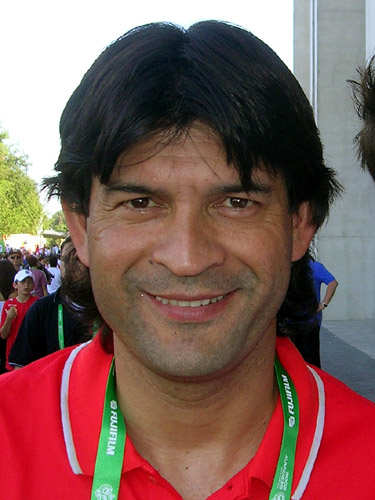
خوسيه كاردوزو أحد هدافي الدوري المكسيكي.

| المرتبة | الجنسية  | اللاعب               | سنوات اللعب | عدد الأهداف | عدد المباريات | معدل التهديف |
| ------- | -------- | -------------------- | ----------- | ----------- | ------------- | ------------ |
| 1       | البرازيل | أيفانيفالدو كاسترو   | 1974–1987   | 312         | 427           | 0.73         |
| 2       | المكسيك  | كارلوس هيرموسيو      | 1984–2001   | 294         | 539           | 0.55         |
| 3       | المكسيك  | خاريد بورغيتي        | 1994–2010   | 252         | 475           | 0.53         |
| 4       | باراغواي | خوسيه كاردوزو        | 1994–2005   | 249         | 332           | 0.75         |
| 5       | المكسيك  | هوراشيو كاسارين      | 1936–1957   | 238         | 326           | 0.73         |
| 6       | تشيلي    | أوزوالدو كاسترو      | 1971–1984   | 214         | 398           | 0.54         |
| 7       | المكسيك  | لويس روبيرتو ألفيس   | 1986–2003   | 209         | 577           | 0.36         |
| 8       | المكسيك  | أدالبيرتو لوبيز      | 1942–1955   | 201         | 231           | 0.87         |
| 9       | البرازيل | كارلوس إليور بيروتشي | 1972–1984   | 199         | 398           | 0.5          |
| 10      | المكسيك  | سيرجيو ليرا          | 1978–1996   | 191         | 564           | 0.34         |

## رعاية الدوري
ترعى الدوري حالياً شركة «BBVA» الإسبانية للخدمات المصرفية عبر شركة "BBVA Bancomer" الفرعية التابعة لها في المكسيك. وبذلك يُعرف الدوري حالياً باسم «دوري BBVA Bancomer».

## التغطية التلفزيونية

### حقوق نقل المباريات
تتشارك عدة قنوات مكسيكية على نقل مباريات الدوري داخل المكسيك:
|                                                                         |                                                                |                    |              | قناة تشيفاس |
| ----------------------------------------------------------------------- | -------------------------------------------------------------- | ------------------ | ------------ | ----------- |
| نادي أمريكا أونام كروز آزول أونال مونتيري تشياباس تولوكا نيكاكسا بويبلا | أطلس سانتوس لاغونا موريليا موناركاس كويريتارو تيخوانا فيراكروز | أطلس سانتوس لاغونا | ليون باتشوكا | غوادالاخارا |

### النقل التلفزيوني حول العالم
تُنقل مباريات الدوري المكسيكي حول العالم على قنوات: فوكس سبورتس، تليموندو، أزتيكا ويونيفزيون.
| الأمريكيتين | أفريقيا                                                                               | آسيا | أوروبا | أوشيانا  |
| --- | ------------------------------------------------------------------------------------- | --- | ------ | -------- |
| الأرجنتين · البرازيل · كوستاريكا · تشيلي · السلفادور · الولايات المتحدة · غواتيمالا · هندوراس · بيرو · نيكاراغوا · بنما · جمهورية الدومينيكان · بورتوريكو · فنزويلا · بليز | الجزائر · تشاد · جيبوتي · مصر · ليبيا · موريتانيا · المغرب · الصومال · السودان · تونس | العراق · البحرين · إيران · الأردن · الكويت · لبنان · عُمان · فلسطين · قطر · سوريا · الإمارات العربية المتحدة · اليمن · كوريا الجنوبية | فرنسا  | أستراليا |

## وصلات خارجية
- الموقع الرسمي (بالإسبانية)
- Mexico - List of Champions, RSSSF.com (بالإنجليزية)